# Aphanogmus fulmeki
Aphanogmus fulmeki is een vliesvleugelig insect uit de familie van de Ceraphronidae. De wetenschappelijke naam van de soort is voor het eerst geldig gepubliceerd in 1940 door Szelenyi.